# Olympische Sommerspiele 1984/Turnen – Boden (Frauen)
Der Wettkampf im Bodenturnen der Frauen bei den Olympischen Sommerspielen 1984 wurde vom 30. Juli bis 5. August im Pauley Pavilion ausgetragen.
Die acht besten Turnerinnen am Schwebebalken aus dem Einzelmehrkampf qualifizierten sich für das Gerätefinale. Pro Nation durften maximal zwei Athletinnen teilnehmen. Dabei wurde der Durchschnittswert aus dem Pflichtprogramm und der Kür mit in das Finale übernommen. Dieser Durchschnittswert wurde mit der Übung aus dem Finale addiert und ergab die Gesamtpunktzahl. 
Da im Finale zwei Turnerinnen punktgleich an der Spitze lagen, wurden zwei Goldmedaillen vergeben.

## Ergebnisse

### Qualifikation
| Rang | Athletin            | Nation             | Pflicht | Kür   | Gesamt |
| ---- | ------------------- | ------------------ | ------- | ----- | ------ |
| 1    | Ecaterina Szabó     | Rumänien           | 10,00   | 9,95  | 19,95  |
| 2    | Julianne McNamara   | Vereinigte Staaten | 9,90    | 10,00 | 19,90  |
| 3    | Mary Lou Retton     | Vereinigte Staaten | 9,95    | 9,90  | 19,85  |
| 4    | Laura Cutina        | Rumänien           | 9,80    | 9,90  | 19,70  |
| 5    | Michelle Dusserre   | Vereinigte Staaten | 9,70    | 9,90  | 19,60  |
| 6    | Zhou Qiurui         | China              | 9,80    | 9,75  | 19,55  |
| 7    | Ma Yanhong          | China              | 9,80    | 9,70  | 19,50  |
| 7    | Cristina Grigoraș   | Rumänien           | 9,75    | 9,75  | 19,50  |
| 7    | Pam Bileck          | Vereinigte Staaten | 9,70    | 9,80  | 19,50  |
| 10   | Chen Yongyan        | China              | 9,80    | 9,65  | 19,45  |
| 10   | Kathy Johnson       | Vereinigte Staaten | 9,80    | 9,65  | 19,45  |
| 10   | Maiko Morio         | Japan              | 9,75    | 9,70  | 19,45  |
| 10   | Simona Păuca        | Rumänien           | 9,70    | 9,75  | 19,45  |
| 10   | Romi Kessler        | Schweiz            | 9,65    | 9,80  | 19,45  |
| 15   | Tracee Talavera     | Vereinigte Staaten | 9,60    | 9,80  | 19,40  |
| 16   | Wu Jiani            | China              | 9,85    | 9,50  | 19,35  |
| 16   | Huang Qun           | China              | 9,70    | 9,65  | 19,35  |
| 18   | Zhou Ping           | China              | 9,90    | 9,35  | 19,25  |
| 19   | Elke Heine          | BR Deutschland     | 9,70    | 9,50  | 19,20  |
| 19   | Anja Wilhelm        | BR Deutschland     | 9,65    | 9,55  | 19,20  |
| 19   | Astrid Beckers      | BR Deutschland     | 9,60    | 9,60  | 19,20  |
| 19   | Andrea Thomas       | Kanada             | 9,50    | 9,70  | 19,20  |
| 23   | Lavinia Agache      | Rumänien           | 9,95    | 9,20  | 19,15  |
| 23   | Sae Watanabe        | Japan              | 9,75    | 9,40  | 19,15  |
| 23   | Anita Botnen        | Kanada             | 9,45    | 9,70  | 19,15  |
| 26   | Mihaela Stănuleț    | Rumänien           | 9,80    | 9,30  | 19,10  |
| 26   | Noriko Mochizuki    | Japan              | 9,70    | 9,40  | 19,10  |
| 26   | Tokie Kawase        | Japan              | 9,65    | 9,45  | 19,10  |
| 26   | Natalie Davies      | Großbritannien     | 9,60    | 9,50  | 19,10  |
| 30   | Chihiro Oyagi       | Japan              | 9,60    | 9,45  | 19,05  |
| 30   | Amanda Harrison     | Großbritannien     | 9,50    | 9,55  | 19,05  |
| 30   | Gigi Zosa           | Kanada             | 9,40    | 9,65  | 19,05  |
| 33   | Lisa Young          | Großbritannien     | 9,40    | 9,60  | 19,00  |
| 33   | Sally Larner        | Großbritannien     | 9,30    | 9,70  | 19,00  |
| 35   | Hayley Price        | Großbritannien     | 9,55    | 9,40  | 18,95  |
| 35   | Ayami Yukimori      | Japan              | 9,55    | 9,40  | 18,95  |
| 37   | Monika Beer         | Schweiz            | 9,35    | 9,55  | 18,90  |
| 37   | Jessica Tudos       | Kanada             | 9,35    | 9,55  | 18,90  |
| 39   | Kathy Williams      | Großbritannien     | 9,50    | 9,35  | 18,85  |
| 40   | Bonnie Wittmeier    | Kanada             | 9,60    | 9,20  | 18,80  |
| 40   | Irene Martínez      | Spanien            | 9,55    | 9,25  | 18,80  |
| 40   | Bettina Ernst       | Schweiz            | 9,45    | 9,35  | 18,80  |
| 43   | Marta Artigas       | Spanien            | 9,60    | 9,15  | 18,75  |
| 43   | Virginia Navarro    | Spanien            | 9,40    | 9,35  | 18,75  |
| 43   | Margot Estévez      | Spanien            | 9,35    | 9,40  | 18,75  |
| 43   | Lena Adomat         | Schweden           | 9,30    | 9,45  | 18,75  |
| 43   | Susi Latanzio       | Schweiz            | 9,30    | 9,45  | 18,75  |
| 48   | Laura Muñoz         | Spanien            | 9,70    | 9,00  | 18,70  |
| 48   | Tatiana Figueirêdo  | Brasilien          | 9,40    | 9,30  | 18,70  |
| 50   | Natalie Seiler      | Schweiz            | 9,25    | 9,40  | 18,65  |
| 51   | Angela Golz         | BR Deutschland     | 9,60    | 8,95  | 18,55  |
| 51   | Heike Schwarm       | BR Deutschland     | 9,50    | 9,05  | 18,55  |
| 51   | Laura Bortolaso     | Italien            | 9,20    | 9,35  | 18,55  |
| 54   | Ana Manso           | Spanien            | 9,55    | 8,95  | 18,50  |
| 54   | Nancy Goldsmith     | Israel             | 9,30    | 9,20  | 18,50  |
| 54   | Lee Jeong-hui       | Südkorea           | 9,30    | 9,20  | 18,50  |
| 57   | Florence Laborderie | Frankreich         | 9,15    | 9,25  | 18,40  |
| 57   | Marisa Jervella     | Schweiz            | 9,10    | 9,30  | 18,40  |
| 59   | Kerry Battersby     | Australien         | 9,40    | 8,95  | 18,35  |
| 60   | Kellie Wilson       | Australien         | 9,40    | 8,90  | 18,30  |
| 61   | Brigitta Lehmann    | BR Deutschland     | 9,40    | 8,80  | 18,20  |
| 62   | Kelly Brown         | Kanada             | 8,60    | 9,55  | 18,15  |
| 63   | Sim Jae-yeong       | Südkorea           | 9,50    | 8,60  | 18,10  |
| 64   | Limor Fridman       | Israel             | 9,20    | 8,80  | 18,00  |
| 65   | Corinne Ragazzacci  | Frankreich         | 9,35    | 8,45  | 17,80  |

### Finale
| Rang | Athletin          | Nation             | Qualifikation | Qualifikation | Qualifikation | Finale | Gesamt |
| Rang | Athletin          | Nation             | Pflicht       | Kür           | Ø             | Finale | Gesamt |
| ---- | ----------------- | ------------------ | ------------- | ------------- | ------------- | ------ | ------ |
| 1    | Ecaterina Szabo   | Rumänien           | 10,00         | 9,95          | 9,975         | 10,00  | 19,975 |
| 2    | Julianne McNamara | Vereinigte Staaten | 9,90          | 10,00         | 9,950         | 10,00  | 19,950 |
| 3    | Mary Lou Retton   | Vereinigte Staaten | 9,95          | 9,90          | 9,925         | 9,85   | 19,775 |
| 4    | Zhou Qiurui       | China              | 9,80          | 9,75          | 9,775         | 9,85   | 19,625 |
| 5    | Romi Kessler      | Schweiz            | 9,65          | 9,80          | 9,725         | 9,85   | 19,575 |
| 6    | Ma Yanhong        | China              | 9,80          | 9,70          | 9,750         | 9,70   | 19,450 |
| 7    | Maiko Morio       | Japan              | 9,75          | 9,70          | 9,725         | 9,65   | 19,375 |
| 8    | Laura Cutina      | Rumänien           | 9,80          | 9,90          | 9,850         | 9,30   | 19,150 |